# Феодор (Слобідський)
Феодор (Слобідський) (мирське ім'я Феодор Павлович Слобідський; нар. 1869, с. Рогова, Уманський повіт — пом. 15 листопада 1937, Умань) — монах, православний преподобномученик. Страчений в Уманській в'язниці. Посмертно реабілітований 1989 року. Канонізований на засіданні Священного Синоду УПЦ МП 28 жовтня 1997 року.